# Gears of War 4
Gears of War 4 è un videogioco sparatutto in terza persona sviluppato da The Coalition e pubblicato da Microsoft Game Studios per Microsoft Windows e Xbox One. È il quarto videogioco della serie principale di Gears of War, il primo di una nuova trilogia e a non essere stato sviluppato da Epic Games. Il videogioco è stato pubblicato in tutto il mondo l'11 ottobre 2016.

## Trama
La storia di Gears of War 4 si svolge 25 anni dopo gli eventi di Gears of War 3, dove Adam Fenix, padre di Marcus Fenix, azionò l'arma di contromisura per distruggere l'Imulsion uccidendo gli Splendenti e le Locuste. Questo portò alla eliminazione di tutti i tipi di combustibili fossili, costrinse l'umanità ad adattare nuove modalità per la sopravvivenza e portò l'avvento di potenti tempeste di vento e fuoco che devastarono il pianeta di Sera. Per questo la Coalizione dei Governi, per evitare l'estinzione, fece costruire città murate per proteggere i cittadini dai pericoli esterni. Il COG dichiarò anche la legge marziale, impedendo qualsiasi viaggio al di fuori delle mura delle città. All'esterno di questi insediamenti nacquero dei campi di "Outsider", reietti che cercavano di sopravvivere in territori ostili e vivere al di fuori della giurisdizione COG, conducendo raid nei loro territori per raccogliere risorse. Il gioco si concentra su James Dominic Fenix, figlio di Marcus Fenix e Anya Stroud, che al fianco dei suoi amici Delmont "Del" Walker e Kait Diaz, deve affrontare una nuova minaccia per la sopravvivenza dell'umanità.
Il leader della Coalizione dei Governi, il Primo Ministro Jinn, commemora il 25º anniversario della vittoria dell'umanità contro l'Orda delle Locuste. Nel frattempo Hoffman, che è presente alla cerimonia, racconta le battaglie passate ad Aspho Fields durante le Guerre Pendulum, l'Emergence Day e Anvil Gate durante la guerra delle Locuste.
Nel frattempo, JD e Del hanno recentemente abbandonato il COG dopo il disaccordo con la dura politica di Jinn per unirsi a un gruppo di Outsiders guidati da Reyna. Al fine di aiutare il loro villaggio, i due ragazzi decidono di assaltare un insediamento COG vicino in fase di costruzione, per rubare il fabbricatore e dare energia all'impianto elettrico del villaggio di Reyna. Sono accompagnati da Kait, figlia di Reyna, e suo zio Oscar, un ex Gear veterano della guerra delle Locuste. Anche se sono costretti a combattere i DeeBee, nuovi soldati robotici del COG, JD e il suo gruppo riescono a rubare con successo il fabbricatore e fuggono al loro villaggio. Arrivati, vengono affrontati da Jinn (trasmessa tramite un DeeBee) che li accusa di aver rapito la sua gente, e successivamente il villaggio viene assalito da un esercito di soldati robot. JD e i suoi amici riescono a respingere le forze di Jinn e poi, durante la notte, riparano il generatore di energia del villaggio. Tuttavia, in mezzo alle riparazioni, delle creature sconosciute fanno incursione al villaggio, catturando tutti gli abitanti compresi Reyna e Oscar. Prima di sparire, Reyna blocca JD, Del, e Kait all'interno della centrale elettrica per proteggerli.
Dopo l'accaduto, JD decide di recarsi coi suoi amici nella sua vecchia casa per chiedere aiuto a suo padre, Marcus Fenix. Marcus, che è ancora arrabbiato con JD per essersi unito al COG e per aver messo in pericolo se stesso, è riluttante ad aiutare il figlio, fino a quando lui non gli mostra la prova dell'esistenza di una nuova minaccia, lo Sciame. Sospettoso, Marcus decide di condurre il gruppo a Fort Reval, dove migliaia di cadaveri di Locuste sono stati seppelliti dopo la guerra. Dopo un altro attacco da parte delle forze di Jinn e la fuga dalla dimora a bordo di due motociclette Mule, il gruppo raggiunge il forte, dove vengono attaccati dallo Sciame e Marcus viene rapito da uno Snatcher. JD e i suoi amici seguono gli Snatcher e scoprono che sono loro i responsabili del rapimento dei cittadini COG di cui parlava Jinn. Gli umani vengono catturati e poi raccolti per creare l'esercito dello Sciame. Ipotizzano anche che le Locuste non sono morte quando sono state colpite dall'arma di contromisura dell'Imulsion, e che invece i loro corpi sono stati sottoposti a una metamorfosi a lungo termine nel corso degli ultimi 25 anni, fino a quando le Locuste si sono evolute nello Sciame. JD alla fine riesce a rintracciare Marcus e a liberarlo. Suo padre rivela che lo Sciame opera su una mente alveare e che è stato per breve tempo collegato a lui, e Reyna è ancora viva e tenuta in un altro luogo di sepoltura delle Locuste, ma nessuno degli altri abitanti del villaggio è sopravvissuto.
Determinata a salvare sua madre, Kait esige che Marcus li porti da lei. Marcus conduce il gruppo a Tollern Dam, dove scoprono che il luogo di sepoltura è stato trasformato in un alveare. Rendendosi conto che le difese dell'alveare sono troppo forti per loro, il gruppo combatte lo Sciame per arrivare a un'antenna radio, dove Marcus chiede l'assistenza di Augustus Cole, Damon Baird e Samantha Byrne. Si scopre che gli ultimi due si amano e che Baird è CEO della DB Industries, artefice dei soldati robot DeeBee. JD e Kait salgono a bordo di Jack Junior e Betty Due, mech robot forniti da Baird, per farsi strada nell'alveare con il supporto da un King Raven, con a bordo il resto della squadra. Dopo aver affrontato una creatura dello Sciame dalle enormi proporzioni, all'interno dell'alveare trovano Reyna che è stata integrata con la forza nella rete dell'alveare. Rimuoverla da questo ne comporterebbe la morte. Nonostante questo, Reyna chiede a Kait di porre fine alla sua vita. Kait in lacrime accetta ed eredita l'amuleto di sua madre, che era appartenuto alla nonna di Kait. Tuttavia, a un esame più attento, si ha una somiglianza con il simbolo della regina delle Locuste Myrrah, implicando che Reyna era sua figlia.
In una scena dopo i crediti, viene rivelato che Oscar è riuscito a sopravvivere al suo rapimento da parte dello Sciame, liberandosi dallo Snatcher che lo aveva catturato tagliandogli il ventre.

### Atti
La campagna di Gears of War 4 è suddivisa in cinque atti, ciascuno composto da vari capitoli:
ATTO 1
- 0. Prologo
- 1. L'incursione
- 2. Dentro e fuori
- 3. Nuovi amici
- 4. Qualche imprevisto

ATTO 2
- 1. Figliol prodigo
- 2. Gears pronti
- 3. Piano B
- 4. La grande fuga

ATTO 3
- 1. Quasi mezzanotte
- 2. Terrore nella notte
- 3. Sulla soglia
- 4. Non essere gentile
- 5. Ascensore per l'inferno
- 6. Origine

ATTO 4
- 1. Fuori
- 2. Nessuna deviazione
- 3. Toc toc
- 4. Senza energia
- 5. Tempesta in arrivo

ATTO 5
- 1. La convergenza
- 2. Ora del massacro
- 3. Spaccacancelli
- 4. Rilascio

## Modalità di gioco
Le modalità da giocare presenti sono Campagna, Versus e Orda 3.0. Tutte e tre possono essere giocate in compagnia di un amico in modalità cooperativa a schermo condiviso.
C'è da notare che non sarà possibile giocare da soli contro i bot.

### Campagna

#### Versus
Multiplayer competitivo con fino 10 giocatori che si affrontano in varie mappe e modalità di gioco. La novità del multiplayer è la gestione delle ricompense. Sarebbero delle carte da scegliere, che pongono diversi obiettivi da raggiungere nel corso di una partita Versus. Questo raggiungimento, comportebbe l'incremento dei punti esperienza del giocatore nel progredire di livello. In più, saranno disponibili dei pacchetti operativi, acquistabili nello store del gioco tramite denaro vero o crediti accumulabili nel corso del gioco multiplayer. Questi pacchetti vi compenseranno di carte per le modalità Versus e Orda, la personalizzazione di personaggi, giocabili nel multiplayer, e delle armi con delle skin.
Partita veloce sociale
Il giocatore si unirà rapidamente a una partita Versus Sociale continuando e votando quali mappe e modalità giocare. Gli slot vuoti da altri giocatori verranno riempiti coi bot.
Modalità Nucleo
Il giocatore si unirà a partite classificate tra le seguenti modalità:
- Deathmatch a squadre: ogni squadra ha venti vite e ha lo scopo di eliminare tutti gli avversari della squadra avversaria.
- Dodgeball: ogni uccisione riporta in vita un compagno di squadra e per vincere bisogna eliminare la squadra avversaria.
- Re della collina: lo scopo è quello di catturare e mantenere gli anelli obiettivo, che si sposteranno in vari punti della mappa, per ottenere i punti necessari alla vittoria.
- Corsa agli armamenti: ogni tre uccisioni, l'arma della tua squadra viene cambiata. In questa modalità si uccideranno gli avversari con quasi tutte le armi del gioco.
- Guardiano: proteggi il tuo leader e uccidi quello della squadra avversaria per evitare le rigenerazioni e poi elimina tutti gli avversari.
- Zona di guerra: elimina tutti i membri della squadra avversaria e hai una vita per turno.

Modalità Competitivo
Il giocatore si unirà a partite classificate, usando le impostazioni delle armi competitive, tra le seguenti modalità:
- Escalation: lo scopo è quello di catturare e mantenere gli anelli obiettivo per ottenere i punti necessari alla vittoria, o cattura tutti e tre gli anelli per una vittoria immediata. In più a ogni turno una nuova arma viene aggiunta.
- Esecuzione: elimina tutti i membri della squadra avversaria con delle esecuzioni e hai una vita per turno.

Versus Co-op
Il giocatore si unirà a una partita Versus contro avversari IA in cooperazione con fino 4 altri giocatori.
Partita privata
Il giocatore ospiterà una partita privata scegliendo le regole, la mappa e la modalità da giocare con gli amici.

#### Orda
Si combatte contro i nemici che aumentano di livello e numero man mano che si avanza. Le ondate sono 50 e i giocatori sono divisi in classi: tiratore, pesante, scout, soldato. Non è possibile giocarci da solo come nei precedenti giochi ma sarai obbligato a giocarci online.

### Armi
Su Gears of War 4 ci saranno le stesse armi del capitolo precedente tranne il Monocolpo, il mortaio, il fucile a canne mozze, il Digger, la granata a inchiostro, il Vulcan e la pistola Gorgon.
In compenso, ci saranno delle armi nuove:
- Il fucile a distanza Marzka (presente in GOW Judgment) usato dagli Indie (soldati della U.I.R ossia Unione Repubbliche Indipendenti).
- La bomba a urto usata dai Pacificatori (i bot del Primo Ministro) che crea un campo elettrico che danneggia e blocca i nemici al suo interno.
- Il fucile Enforcer usato sempre dai Pacificatori, una mitraglietta a cadenza di fuoco rapida.
- Il fucile a distanza EMBAR usato dai bot in grado di sparare un colpo che sfonderà i nemici senza rallentare e qualora non dovesse uccidere l'avversario, lo bloccherà temporaneamente per via dell'urto.
- Il fucile Overkill usato dai Protettori (bot di dimensioni maggiori in grado di autodistruggersi). Se si tiene premuto il grilletto una volta sparato il colpo (simile a quello del fucile Gnasher) e poi lo si lascia andare, sparerà un colpo più potente oltre che più preciso. Se il giocatore sparerà più velocemente, la maggior parte dei proiettili mancherà il bersaglio se esso è lontano.
- Il Dropshot (trovato nella miniera dove risiede un nido dello Sciame) usato dagli Scion, sostituisce il Digger di GOW 3 in quanto il proiettile sparato "volerà" se si terrà premuto il grilletto. Una volta lasciato, la trivella dell'arma cadrà traforando il terreno per poi esplodere; Tuttavia, è possibile prendere in testa i nemici dietro una copertura. La ricarica attiva diminuisce il tempo di detonazione della trivella.
- Il tripocolpo usato dalle Sentinelle che sparerà una raffica di colpi devastanti. Se usato troppo, si surriscalderà rallentando la cadenza di fuoco.
- Il lanciamissili r8-salvo usato dai Guardiani che distruggerà in pochi colpi il giocatore.
- Il Buzkill, ossia un lancia-seghe usato dagli Scion che squarterà il giocatore.

## Nemici
Nel corso della campagna, il giocatore incontrerà diversi tipi di nemici.
- Indie: soldati dell'Unione Repubbliche Indipendenti che il giocatore (Nei panni di un soldato C.O.G.) incontrerà nel prologo, pochi anni prima della fine delle Guerre Pendulum in una base UIR per estrarre i piani del martello dell'alba.
- DeeBee Shepheard (o Pacificatore): Sono dei bot che impugnano un Enforcer. Il giocatore avrà modo di combatterli nell'insediamento 5 del Primo Atto.
- DR-1 (o Protettore): Sono dei bot di stazza grande che usano l'Overkill. Prima di morire del tutto, rincorrono il giocatore per autodistruggersi. L'unico modo per fermarli è colpirli alla testa.
- Tiratore: I Tiratori sono degli avversari temibili perché usano il fucile a distanza EMBAR. Una volta avvistati, bisogna cercare una copertura per evitare di essere perforati dai proiettili iper-sonici.
- Segugi Shock: questi bot di dimensione sferica si dirigono verso il giocatore per autodistruggersi e creare un'onda d'urto che lo bloccherà. Prima di esplodere emetterà un suono che farà capire al giocatore di fare uno scatto per evitare di rimanere ferito. Se uccisi dopo avergli dato un calcio, sarà possibile ottenere una granata a urto
- Segugi: Come i Segugi Shock, si autodistruggono, ma esplodono. Se uccisi dopo avergli dato un calcio, sarà possibile raccogliere la granata al loro interno.
- Guardiano: Si tratta di un bot volante che può creare uno scudo di energia per proteggersi. Una volta distrutto, colpirlo alla testa è ideale per ucciderlo. Usa l'R8-Salvo.
- Sentinella: Come il Guardiano, l'unica differenza è che questo bot volante usa il triplocolpo.
- Larva: Le larve sono il risultato della metamorfosi degli umani in Sciame dentro i bozzoli. Attaccano in gruppo e un particolare tipo di larva emette un urlo per far aprire tutti i bozzoli nelle vicinanze.
- Droni dello Sciame: I droni sono l'evoluzione delle larve. Possono impugnare diverse armi, tra cui Lancer e Hammeburst.
- Cecchino dello Sciame: I cecchini riescono a nascondersi bene e sanno usare alla perfezione il fucile a distanza.
- Cacciatore dello Sciame: I cacciatori sono molto agili perché dotati di corazza leggera e impugnano un Arco Torque.
- Granatieri dello Sciame: I granatieri brandiscono un fucile Gnasher, una pistola Boltok e usano ovviamente delle granate. Avvicinarsi a loro è pericoloso, perché possono atterrare il giocatore in pochi colpi.
- Scion: questi droni dello Sciame vogliono creare un esercito con gli umani catturati dagli Snatcher. Un particolare tipo di Scion è lo Scion Elite.
- Snatcher: Queste bestie a quattro zampe sono la causa del rapimento degli umani. Usano le zampe per attacchi corpo a corpo e la coda per scagliare aculei che atterrano il giocatore all'istante.

Mentre il giocatore è ferito a terra, lo Snatcher lo potrá catturare e inglobare nel suo ventre. 
I compagni di squadra dovranno fare fuoco al mostro per liberare la vittima prima che la bestia si allontani troppo.
- Pouncer: Questi mostri di dimensioni considerevoli si incontrano nell'atto 2 e possono saltare da una copertura all'altra per via delle sue quattro zampe. Inoltre usano la coda per scagliare aculei.

I Pouncer possono saltare addosso al giocatore immobilizzandolo. Per liberarsi è necessario premere ripetutamente B e a difficoltá maggiori è prezioso l'aiuto dei compagni. Per ucciderlo prima, bisogna sparare al ventre luccicante oppure usare la motosega.
- Carrier: Questi mostri massicci sono pericolosissimi se vicino al giocatore, in quanto possono prenderlo e schiacciarlo. Inoltre può aprire il petto e scagliare delle bombe organiche simili ai Nemacyst di GOW 2.
- Swarmack: Uguali ai Brumak, queste bestie sono coperte da cristalli di imulsion indistruttibili. Per ucciderli, bisogna sparare alle croste luccicanti presenti sulla pelle.

## Personaggi e doppiatori
| Personaggio               | Doppiatore originale | Doppiatore italiano |
| ------------------------- | -------------------- | ------------------- |
| JD Fenix                  | Liam McIntyre        | Ruggero Andreozzi   |
| Marcus Fenix              | John DiMaggio        | Stefano Albertini   |
| Kait Diaz                 | Laura Bailey         | Katia Sorrentino    |
| Del Walker                | Eugene Byrd          | Luca Ghignone       |
| Oscar Diaz                | Jimmy Smits          | Oliviero Corbetta   |
| Reyna Diaz                | Justina Machado      | Cinzia Massironi    |
| Primo ministro Jinn       | Angel Desai          | Debora Magnaghi     |
| Samantha Byrne            | Claudia Black        | Lorella De Luca     |
| Dominic "Dom" Santiago    | Carlos Ferro         | Matteo Zanotti      |
| Augustus Cole             | Lester Speight       | Fabrizio Odetto     |
| Damon Baird               | Fred Tatasciore      | Oliviero Cappellini |
| Anya Stoud                | Nan McNamara         | Renata Bertolas     |
| Minh Yung Kim             | Robin Atkin Downes   | Antonello Governale |
| Colonnello Victor Hoffman | Jamie Alcroft        | Raffaele Fallica    |
| Bernadette Mataki         | Tess Masters         |                     |
| Richard Dalmore           | Fred Tarascione      | Claudio Colombo     |
| Swarm                     | Dee Bradley Baker    |                     |